# Undine (film fra 1916)
Undine er en amerikansk stumfilm fra 1916 af Henry Otto.

## Medvirkende
- Ida Schnall som Undine
- Douglas Gerrard som Huldbrand
- Edna Maison som Lady Berthelda
- Carol Stellson
- Caroline Fowler